# Eupentacta fraudatrix
Eupentacta fraudatrix (лат.) — вид иглокожих рода Eupentacta семейства Sclerodactylidae отряда Dendrochirotida из класса голотурий (Holothuroidea), морских беспозвоночных с удлинёнными телами, жёсткой кожей и щупальцами.

## Внешний вид и строение
Длина до 7 см. Окрас белый, розовый или оранжевый. Тело продолговатое, в сжатом виде становится пятигранным. Покровы жёсткие, с множеством скелетных пластинок. Ножки расположены строго по радиусам в несколько рядов, способны втягиваться. Имеют 5 пар щупалец, из которых брюшная пара самая короткая.
Может быстро восстанавливать части тела и целые системы органов, однако на данный момент данных об участии в этом процессе стволовых клеток нет. Напротив, неоднократно подтверждалось, что этот процесс происходит только за счет трансформации терминально дифференцированных клеток.

## Особенности накопления в тканях тяжелых металлов
Исследована вариабельность концентраций Cd, Cu, Zn, Fe, Мn с июля по сентябрь 2016 года в стенке тела, кишке и гонадах двух цветных форм (с розовой и оранжевой окраской покровов тела) голотурии Eupentacta fraudatrix. Установлены достоверные колебания уровней большинства металлов в течение периода наблюдения, связанные, по-видимому, с нерестовой активностью и различающиеся в зависимости от органа и цвета голотурии. Отмечена большая защищенность оранжевой формы голотурии от возможного токсичного действия кадмия по сравнению с розовой формой, а также ее большая обеспеченность эссенциальными металлами в период нереста и по его окончании.

## Распространение и среда обитания
Обитают в Японском море, у южных Курильских островов и в залива Анива (Сахалин). Бентосные животные. Живут от литорали до глубины 13 м.

## Eupentacta fraudatrixи человек
Eupentacta fraudatrix широко используется для изучения механизмов регенерации и выделения биологически активных веществ. Безвредны для человека, не являются объектами промысла. Охранный статус не оценивался.